# Willi Schaeffers

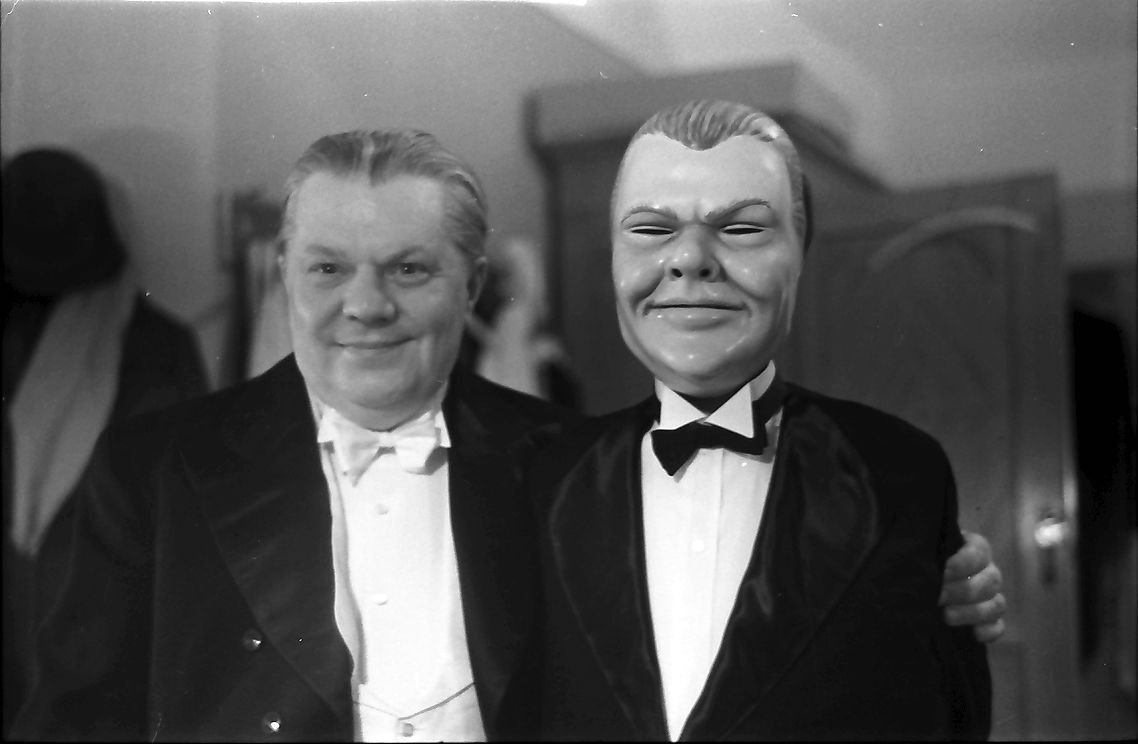
Willi Schaeffers und Lene Ludwig mit Maske Schaeffers’, 1938

Willi Schaeffers (* 2. September 1884 in Landsberg an der Warthe, Provinz Brandenburg als Friedrich Wilhelm Richard Schäffer; † 10. August 1962 in München) war ein deutscher Kabarettist, Conférencier, Kabarettleiter und Schauspieler. Er wirkte in über 40 Filmen mit.

## Leben
Willi Schaeffers war ein Sohn des Buchhändlers und Journalisten Richard Schaeffer und seiner Ehefrau Hedwig geb. Schachert. Seine Schwester Elfriede war Geigerin und Ehefrau des Malers Raoul Hausmann. Schaeffers wuchs in Berlin auf und besuchte das Realgymnasium in Seesen, wo er bereits im Alter von 15 Jahren ein Schüler-Kabarett inszenierte. 1902 trat er erstmals an Wanderbühnen in Ostpreußen und Schlesien auf. Er war Schüler an der Schauspielschule des Düsseldorfer Schauspielhauses bei Louise Dumont und wurde Ensemblemitglied des Stadttheaters Posen. Schaeffers Begegnung mit dem Kabarettisten Rudolf Nelson führte zu einer 17 Jahre andauernden Verbundenheit.
Zu dieser Zeit begann Schaeffers, der ab 1909 in Berlin lebte, als Kabarettist aufzutreten. Gastauftritte führten ihn nach Hamburg und München. 1910 kam er zum Stummfilm. Im Ersten Weltkrieg war er Soldat. Nach einer Verwundung betätigte er sich als Unterhaltungskünstler in Lazaretten und Kasernen.
Gleich nach dem Ersten Weltkrieg erschien er wieder auf den Berliner Bühnen. Vor allem in Operetten und Revuen hatte er zahlreiche Auftritte. 1928 erhielt er den Harry Lamberts-Paulsen Ring. Besonders bekannt wurden seine Darbietungen als Conférencier im Kabarett der Komiker, dessen Direktor er von 1938 bis 1944 war. Im ersten deutschen Tonfilm Die Nacht gehört uns von 1929 war er in einer Chargenrolle besetzt, was symptomatisch für seine Filmrollen war.

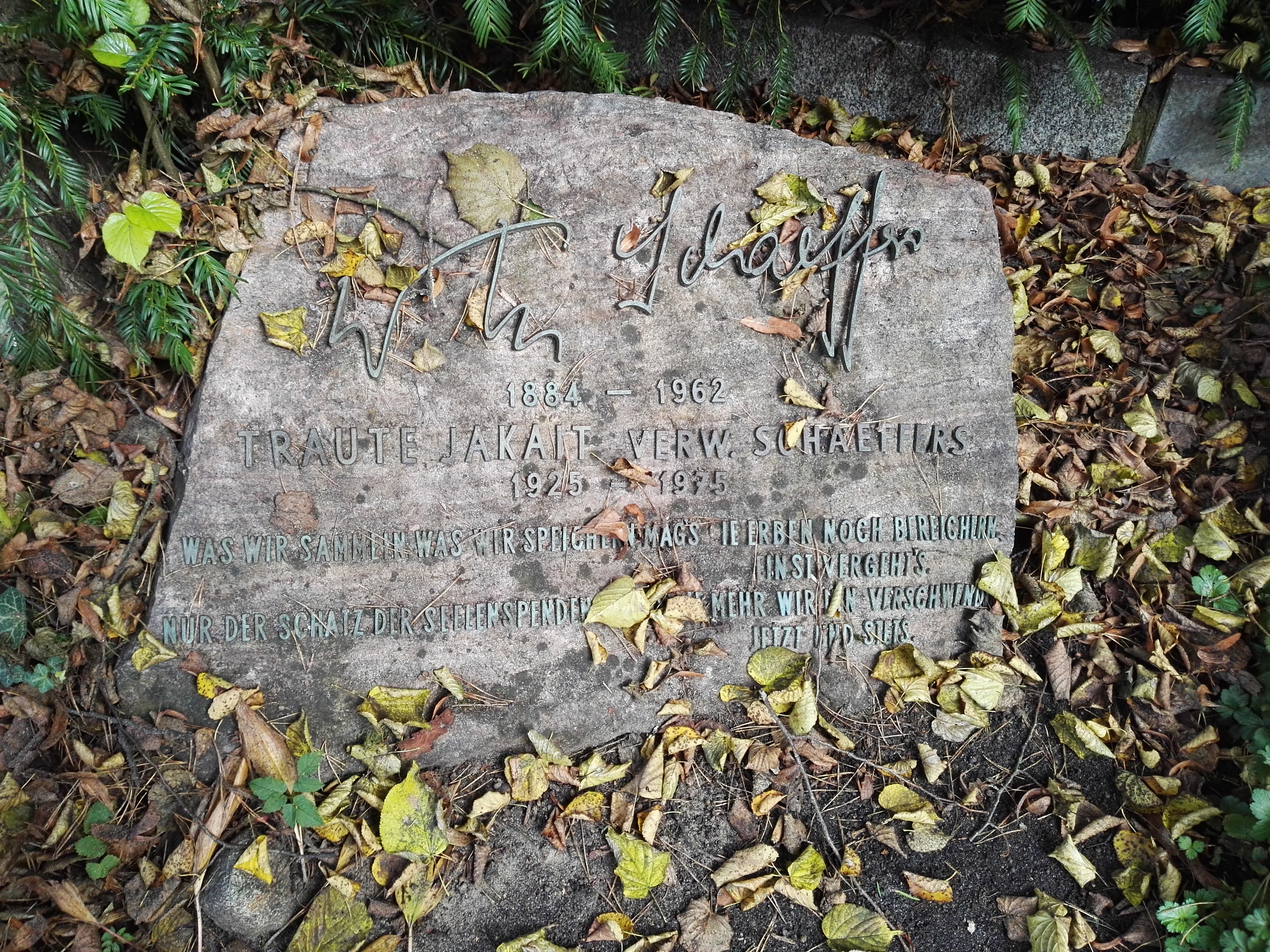
Grabstein von Willi Schaeffers auf dem Friedhof Heerstraße in Berlin-Westend

In verschiedenen Spielfilmen übernahm Schaeffers kleine Nebenrollen. Seine Spezialität war die Karikierung von Wichtigtuern und Besserwissern bis hin zum Kaiser von China in Prinzessin Turandot. Stärker im Mittelpunkt stand er bei einigen Kurzspielfilmen, die im Vorprogramm gezeigt wurden.
Seit 1910 war er mit Gertrud „Traute“ geb. Noack verheiratet; die Ehe wurde 1959 geschieden. Der gemeinsame Sohn Peter war Filmproduzent, Schlagertexter und Musikverleger.
Willi Schaeffers starb am 10. August 1962 im Alter von 77 Jahren in einem Münchener Krankenhaus an einem Hirnschlag. Beigesetzt wurde er auf dem landeseigenen Friedhof Heerstraße im heutigen Ortsteil Berlin-Westend (Grablage: 15-157). Die letzte Ruhestätte von Willi Schaeffers war von 1975 bis 2001 als Ehrengrab des Landes Berlin gewidmet. Das Grab wurde inzwischen aufgelöst, der Grabstein ist jedoch als Gedenkstein neben der Grabstelle erhalten geblieben.
Im Rahmen einer TV-Dokumentation über Kabarettisten während der Nazi-Zeit wurde Schaeffers irrtümlich eine zynische Aussage über „Konzertlager“ zugeordnet, die aber von Kurt Wallner vorgetragen wurde.

## Filmografie
- 1913: Die blaue Maus
- 1913: Die blaue Maus, 2. Teil
- 1920: Der Reigen
- 1920: Der Fakir der Liebe
- 1921: Ein Erpressertrick
- 1921: Cocain (Regie)
- 1922: Sie und die Drei
- 1927: Die Frau ohne Namen (2 Teile)
- 1928: Küsse, die man nicht vergißt
- 1929: Gestörtes Ständchen (Kurzspielfilm)
- 1929: Und Nelson spielt (Kurzspielfilm)
- 1931: Gassenhauer
- 1931: 1. Kabarett-Programm (Kurzspielfilm)
- 1931: 5. Kabarett-Programm (Kurzspielfilm)
- 1932: Peter Voß, der Millionendieb
- 1932: Kiki
- 1934: Der schwarze Walfisch
- 1934: Was bin ich ohne Dich
- 1934: Der kühne Schwimmer
- 1934: Spiel mit dem Feuer
- 1934: Da stimmt was nicht
- 1934: Jede Frau hat ein Geheimnis
- 1934: Ich tanke, Herr Franke (Kurzspielfilm)
- 1934: Mucki (Kurz-Spielfilm 21 min, Drehbuch)
- 1934: Ich heirate meine Frau
- 1934: Prinzessin Turandot
- 1934: Ein Kind, ein Hund, ein Vagabund
- 1935: Alle Tage ist kein Sonntag
- 1935: Der mutige Seefahrer
- 1935: Alles weg'n dem Hund
- 1935: Wenn die Musik nicht wär'
- 1935: Im weißen Rößl
- 1935: Die lustigen Weiber
- 1936: Familienparade
- 1936: Der Streithammel (Kurzspielfilm)
- 1936: Das Schloß in Flandern
- 1936: Der verkannte Lebemann
- 1936: Männer vor der Ehe
- 1936: Womit schnurrt die Katze (Kurzspielfilm)
- 1937: Menschen ohne Vaterland
- 1937: Jürgens riecht Lunte (Kurzspielfilm)
- 1937: Brillanten
- 1937: Der Lachdoktor
- 1938: Monika - Eine Mutter kämpft um ihr Kind
- 1938: Das Ehesanatorium
- 1938: Das Geheimnis um Betty Bonn
- 1938: Es leuchten die Sterne
- 1938: Narren im Schnee
- 1938: Der Fall Deruga
- 1938: Rote Orchideen
- 1938: Träume sind Schäume (Kurzspielfilm)
- 1939: Ein schwieriger Fall
- 1949: Diese Nacht vergess ich nie!
- 1953: Damenwahl
- 1953: Rote Rosen, rote Lippen, roter Wein
- 1953: Schlagerparade
- 1954: Aus Kindern werden Leute
- 1957: Das Glück liegt auf der Straße
- 1957: Die große Chance
- 1958: Sebastian Kneipp – der Wasserdoktor

## Werke
- Alles gestohlen. Ein merkwürdiges Gemisch von Blödsinn, Geschmacklosigkeiten und geistreich sein sollenden Gedichten in 7 Abteilungen. Borngräber, Berlin 1910.
- Ich warne Neugierige oder Wer's zu spät liest wird bestraft! 1 Lehrlingsstück, 3 Gesellenstücke, das andere alles (327) Meistervortragsstücke aus der Werkstatt von Schaeffers and sons Ltd. Borngräber, Berlin 1912.
- mit Hans Gerbeck: Revolution im Bienenkorb. Komödie in 3 Akten und einem Vorspiel. Meisel, Berlin 1912 (Unverkäufliches Bühnenmanuskript).
- als Herausgeber: Bunte Platte. Ein Vortragsbuch für Jedermann. Staneck, Berlin 1953.
- Tingeltangel. Ein Leben für die Kleinkunst. Aufgezeichnet von Erich Ebermayer. Broschek, Hamburg 1959.